# 松平信重 (松平郷)
松平 信重（まつだいら のぶしげ）は、南北朝時代から室町時代初期の三河国松平郷の領主（あるいは国人）
。

## 生涯
出自は確定できていない。『松平村誌』の「松平氏由緒書」では賀茂氏や鈴木氏の一族といわれる。
延文5年（1360年）頃に家督を継いだという。貞治6年（1367年）、父・信盛の菩提所として足助氏出身の寛立を開山に寂静寺（現在の高月院）を開基した。
信重の家は弓馬や和歌に秀でた三河国中に知られていた有徳人・富貴の者であったとされる。後に養子となった親氏は、配下・石川孫三郎ら一行と信濃国から碧海郡酒井村あるいは幡豆郡坂井郷を経て松平郷へ到来したが、信重は親氏の和歌に通じた教養と武勇を評価して、婿養子（次女・水女の夫）として松平郷を継承させた。